# Erzbistum Caracas
Das Erzbistum Caracas (lat.: Archidioecesis Caracensis oder Archidioecesis Sancti Iacobi in Venezuela, spanisch: Arquidiócesis de Caracas) ist eine in Venezuela gelegene römisch-katholische Erzdiözese mit Sitz in Caracas.

## Geschichte
Das Erzbistum Caracas wurde am 21. Juni 1531 durch Papst Clemens VII. mit der Apostolischen Konstitution Pro Excellenti Praeminentia als Bistum Coro errichtet und dem Erzbistum Sevilla als Suffraganbistum unterstellt. Am 12. Februar 1546 wurde das Bistum Coro dem Erzbistum Santo Domingo als Suffraganbistum unterstellt. Das Bistum Coro wurde am 20. Juni 1637 in Bistum Caracas umbenannt. 1715 gab das Bistum Caracas Teile seines Territoriums zur Gründung der Apostolischen Präfektur Curaçao ab. Am 16. Februar 1778 gab das Bistum Caracas Teile seines Territoriums zur Gründung des Bistums Mérida.
Das Bistum Caracas wurde am 27. November 1803 durch Papst Pius VII. mit der Apostolischen Konstitution In universalis Ecclesiae regimine zum Erzbistum erhoben. Am 7. März 1863 gab das Erzbistum Caracas Teile seines Territoriums zur Gründung des Bistums Calabozo ab. Weitere Gebietsabtretungen erfolgten am 12. Oktober 1922 zur Gründung des Bistums Valencia en Venezuela, am 21. Juni 1958 zur Gründung des Bistums Maracay, am 23. Juli 1965 zur Gründung des Bistums Los Teques und am 15. April 1970 zur Gründung des Bistums La Guaira. Am 16. November 2021 gab es weitere Gebietsanteile zur Errichtung des Bistums Petare ab.
Der Erzbischof von Caracas ist zugleich Primas von Venezuela. Seit der Kardinalskreierung von José Quintero Parra 1961 wurden alle Erzbischöfe von Caracas zu Kardinälen kreiert, sodass Caracas als traditionell mit der Kardinalswürde verbundener Bischofssitz gilt.